# Bloc erratique de Riant Mont
Le Bloc erratique de Riant Mont est un bloc de granite datant de l’ère glaciaire, transporté par un glacier et situé sur une roche en place de composition différente.

## Présentation
Le bloc erratique de Riant Mont se trouve sur le territoire de Vesancy, commune française, située dans le département de l'Ain et la région Auvergne-Rhône-Alpes.
Le bloc est haut de 6 mètres, long de 7 m. 50 (du nord au sud) et large de 9 mètres (de l'est au nord-ouest). Une partie de la pierre se trouve sous terre.
Cette pierre garde la trace d'une cupule et d'un travail préhistorique de polissage,.
Le site, classé depuis le 14 juin 1909, figure sur la liste des sites naturels classés de l'Ain. Il est également classé à l'échelle européenne.